# Musée du feutre
Le musée du feutre est un musée de Mouzon consacré au feutre de laine, créé en l'honneur de la dernière usine française de fabrication industrielle de ce textile, l'usine Sommer puis Le Feutre, qui se trouvait dans la commune.
Le musée aborde trois domaines : l'histoire du feutre, avec une grande collection de feutres orientaux, le feutre industriel, avec notamment une chaîne de fabrication, et la création contemporaine à base de ce textile.
Le musée accueille également des artistes contemporains du feutre en utilisant ses collections permanentes et en procédant à  des expositions temporaires. Il dispose à cet effet d'une annexe récente, qui débouche sur un jardin de plantes tinctoriales, servant à teindre la laine.

## Localisation
Le musée est au centre de Mouzon, à deux pas de l'abbatiale Notre-Dame. Le Musée est en fait dans les anciennes étables de l'abbaye.

## Historique
Le feutre est le premier textile fabriqué par l'homme à l'aide de laine de moutons, chèvres ou poils de lapins, chameaux, et autres animaux. Le feutre est utilisé depuis 8000 ans en Turquie, puis en Afghanistan, Mongolie... Les plus anciens vestiges de feutre, datés vers 6500 - 6300 av. J.-C. ont été trouvés dans la ville néolithique de Catal Huyuk en Turquie. Il s'agissait là sans doute d'une tenture murale. Durant toute la période historique, le feutre n'a cessé d'être utilisé pour ses multiples qualités (il est imperméable, peu onéreux à fabriquer, etc.).
En 1880, Alfred Sommer fonde la Manufacture de feutre de Mouzon, et crée cette fabrique en réutilisant les équipements d'une filature exploitant la force hydraulique de la Meuse. Le travail de la laine fait partie du savoir-faire local. Comme pour le cardé sedanais, le feutre tire parti d'une caractéristique de la laine : au microscope, une fibre de laine apparaît revêtue d'écailles. Sous l'action combinée de la chaleur, du frottement et de l'humidité, les fibres s'entremêlent et se resserrent. C'est le feutrage.
Le musée a été créé par la municipalité en 1987. Il a fait l'objet de nouveaux travaux fin 2011, début 2012. Il a reçu le label musée de France.

## Description
Une vidéo présente l'histoire de ce textile en Turquie ainsi que la méthode de fabrication traditionnelle. Une yourte anatolienne, vieille de plus d'un siècle, est exposée. Le musée montre le cycle de fabrication du feutre, au moyen de machines en fonctionnement. Une chaîne de feutrage est reconstituée illustrant la façon dont ce textile peut être fabriqué industriellement. Le musée retrace l'histoire du feutre industriel et met en scène ses utilisations : du vêtement au revêtement, de l'automobile à l'électroménager, de la chirurgie à la pyrotechnique.
Une salle expose les réalisations de créateurs internationaux à partir de ce textile si particulier, donnant des vêtements, des accessoires de mode, et même des meubles. Des animations sont proposées aux enfants.
Des expositions temporaires sont également organisées. Ainsi :
- en 2008, Jean-Michel Othoniel présente un édredon cellulique conçu en utilisant le feutre[5],
- en 2011, Françoise Hoffmann se livre à des variations sur l'utilisation textile de ce matériau[6],
- d'avril à juin 2012, Stéphanie Cailleau présente un travail, Feutre tout terrain, où textile et paysage s'entremêlent[7],
- du 27 avril au 21 juillet 2013 est présentée une exposition intitulée ..In Bewegung !  (en mouvement) rassemblant une soixantaine d’œuvres de 54 artistes issus de 14 pays[8].